# شواه

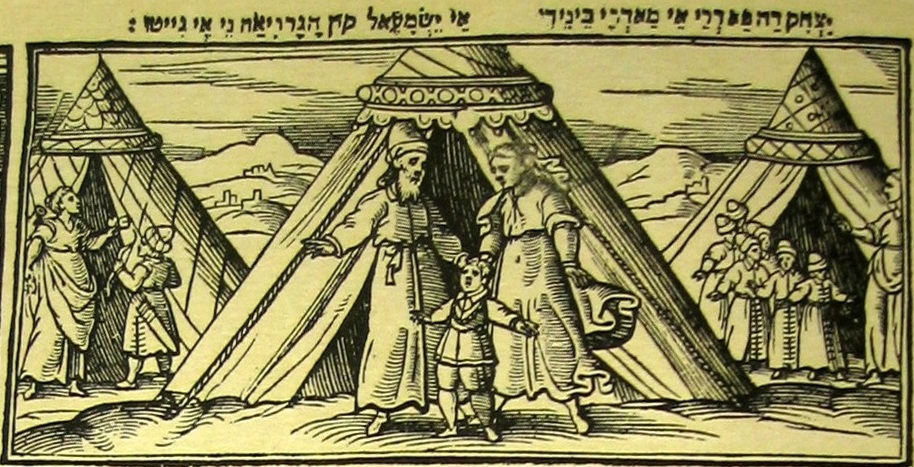
بخشی از یک صفحه از هاگادا ونیز در سال 1609. سه همسر ابراهیم و پسرانش را نشان می دهد. از کتابخانه دانشگاه ییل، "تصویر ... ابراهیم را با سه زن در زندگی خود نشان می دهد. در مرکز سارا و اسحاق، در سمت چپ هاجر و اسماعیل و در سمت راست کتورا و فرزندانش قرار دارند."

شوآه ((به عبری: שׁוּחַ)، (به انگلیسی: Shuah)؛ نام یکی از چهار شخصیت کوچک کتاب مقدس است. گاهی به عنوان نام پنجم استفاده می‌شود. نام آنها در زبان عبری متفاوت است، اما همه آنها در نسخهٔ شاه جیمز به عنوان شوآه ترجمه شده‌اند.

## سفر پیدایش آیه ۲۵
شوآه پسر ششم ابراهیم (از پاطریارخ بنی اسرائیل) و قطوره بود، که پس از مرگ ساره با ابراهیم ازدواج کرده بود. او کوچکترین پسر قطوره بود. بقیه زیمران، جوکسان، مدان، میدیان و ایشباک بودند.